# Campeonato Mundial de Luge de 1971
O Campeonato Mundial de Luge de 1971 foi a 13ª edição da competição e foi disputada entre os dias 30 e 31 de janeiro em Olang, Itália.

## Medalhistas
| Evento                        | Ouro                                        | Prata                                  | Bronze                                               |
| Individual masculino detalhes | ITA Karl Brunner                            | FRG Leonhar Nagenrauft                 | AUT Josef Feistmantl                                 |
| Individual feminino detalhes  | FRG Elisabeth Demleitner                    | ITA Erika Lechner                      | POL Barbara Piecha                                   |
| Duplas detalhes               | ITA Itália Paul Hildgartner Walter Plaikner | AUT Áustria Manfred Schmid Ewald Walch | DDR Alemanha Oriental Horst Hörnlein Reinhard Bredow |

## Quadro de medalhas
| Ordem | País               |   |   |   |   |
| 1     | Itália             | 2 | 1 |   | 3 |
| 2     | Alemanha Ocidental | 1 | 1 |   | 2 |
| 3     | Áustria            |   | 1 | 1 | 2 |
| 4     | Alemanha Oriental  |   |   | 1 | 1 |
| 4     | Polónia            |   |   | 1 | 1 |